# Вільні стосунки

Фіолетова стрічка Мебіуса — символ полігамії та немоногаміі.

Вільні стосунки — це вид взаємин, учасники яких хочуть бути разом, але при цьому згодні на немоногамні стосунки. Таким чином, учасники вільних стосунків допускають романтичні, сексуальні або інші стосунки з третіми особами. Кожен окремо взятий випадок вільних стосунків може відрізнятися від іншого, оскільки конкретні умови таких взаємин визначаються партнерами індивідуально. Часто можуть бути дозволені флірт, побачення, поцілунки або статевий акт.
Найчастіше вільні стосунки можна зустріти, коли люди, які в них перебувають, мають одночасно романтичні або сексуальні відносини більш ніж з одним партнером. Такі відносини можуть мати як короткочасний характер (наприклад, побачення з іншими людьми), так і довготривалий (як відкритий шлюб). У зв'язку з тим, що вільні стосунки мають достатньо гнучку структуру, умови можуть постійно змінюватися. Таким чином, домовленості між партнерами можуть постійно змінюватися, а коло партнерів може зменшуватися або зростати.